# Sumersión (geología)
La sumersión es la desaparición de las fallas, pliegues, y otras formas del relieve de una región bajo un manto espeso de sedimentos formado por estratos horizontales, tras lo cual el relieve queda fosilizado bajo sus propios derrubios. 
La sumersión desértica tiene lugar en las cuencas endorreicas, donde los materiales detríticos no son evacuados por falta de aguas corrientes que salgan de la cuenca. Es más activa en aquellas regiones donde los fríos invernales favorecen la fragmentación de las rocas. También puede producirse en ciertas regiones periglaciares donde la competencia de los ríos no basta para evacuar los muchos detritos producidos por la alternancia del hielo y del deshielo. En las zonas litorales, resulta una costa de sumersión tras el avance del mar consecutivo a la fusión de los inlandsis, donde los sedimentos costeros se mueven de la parte visible de una playa a la parte sumergida de la orilla, y más tarde vuelve a la porción original visible de la playa.
- Datos: Q7631685